# 穆克羅內山

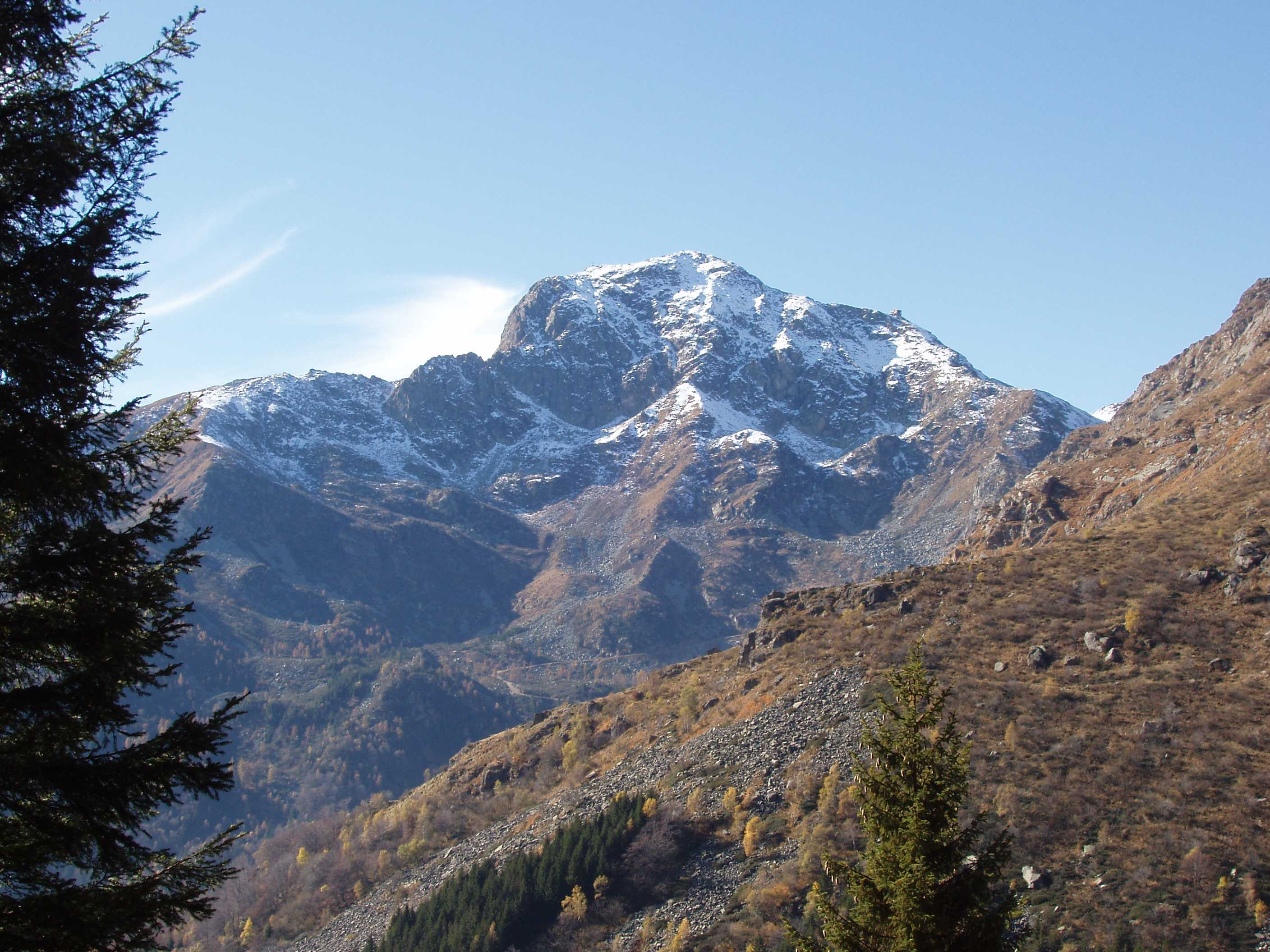

45°37′13″N 7°56′41″E / 45.6203565°N 7.9446632°E
穆克羅內山（義大利語：Monte Mucrone），是意大利的山峰，位於該國西北部，由皮埃蒙特大區負責管轄，屬於比萊阿爾卑斯山脈的一部分，海拔高度2,335米，每年平均降雨量1,358毫米。